# 船戸ゆり絵
船戸 ゆり絵（ふなと ゆりえ、1994年9月18日 - ）は、日本の女性声優。アミューズ所属。埼玉県出身。愛称はふーにゃん、ふーちゃん。

## 経歴
高校卒業後、ワタナベエンターテイメントカレッジの声優タレントコースに通い、デビューオーディションを経て2015年にホーリーピーク所属、デビューに至る。
2017年5月1日に発表された声優アイドルユニット「ピュアリーモンスター」の初期メンバーとして活動。
2018年4月30日に脚の怪我の治療に専念することに伴ってホーリーピークを退所、ピュアリーモンスターを卒業。同年5月1日よりフリーになったことを発表。脚はその後完治した。
2019年1月より、アミューズに所属。
2023年6月30日に礒部花凜・小泉萌香と共に、YouTubeチャンネル『AMUSE VOICE ACTORS CHANNEL』から派生したスピンオフユニット「MIX JUICE from アミュボch」を結成。

## 人物
趣味はTVゲーム、スイーツグルメ巡り。
特技は絶対音感、フルート、ピアノ、ダンス、唎酒。フルートとピアノを用いて持ち歌を演奏する動画が公開されている。唎酒師の資格を有している。
幼少期からの習い事はエレクトーン、ピアノ、習字、水泳、ジャズダンス。2歳の頃から音楽教室に通い、小学時代から中学時代にかけて習字とジャズダンスを習った。中学校では吹奏楽部に入ってフルートを担当し、関東大会で金賞を受賞。高校進学後はダンス部が無かったためチアリーディング部に加入し、野球部の応援などを行った。高校時代にはくら寿司でのアルバイトもしている。
母がナレーターで、家族が全員アニメ・ゲーム好きの家庭で育ち、中学時代に声優業を意識しはじめた。日本ナレーション演技研究所に通っていた高校のクラスメイトに影響を受け、ワークショップや稽古に行くようになる。声の高さがコンプレックスだったが、ワークショップにて「キレイで強みになる」と褒められ、声を使う分野で活動する願望を抱くようになった。
中学時代にマリオカートWiiを熱心にプレイしており、コースの1つ「レインボーロード」のリアルタイムアタックで一時的にワールドレコードを達成。独自の攻略法をつづったブログを運営していた。
声優に興味を持ったきっかけは『鋼の錬金術師』。
デビューオーディションでは60社以上のオファーがあった。
アミューズ所属のメンバーからドッキリを仕掛けられたことがある。
運転免許を所持し、自家用車を所有している。
酒を飲む仲の友人として前田佳織里、小泉萌香、和泉風花を挙げている。

## 出演
太字はメインキャラクター。

### テレビアニメ
2016年
- ドリフェス!（女子)

2017年
- セントールの悩み（下池撫子、水人女子）

2019年
- 八月のシンデレラナイン（女子B、向月高校部員、椎名ゆかり）
- 放課後さいころ倶楽部
- 私、能力は平均値でって言ったよね!（クーレレイア）

2020年
- はてな☆イリュージョン（二年生女子生徒）
- 異種族レビュアーズ（アサテント）
- いわかける! - Sport Climbing Girls -（子供A）

2021年
- 俺だけ入れる隠しダンジョン（レイラ）
- マジカパーティ（2021年 - 2022年、クラっち）

2022年
- シャインポスト（彼女、観客）
- ミニ豆ちゃん シーズン2（あずき3、緑豆女子）

2023年
- あやかしトライアングル（女子）
- 聖者無双〜サラリーマン、異世界で生き残るために歩む道〜（冒険者）
- 星屑テレパス（小ノ星海果）

2024年
- 魔法少女にあこがれて（子供A）
- 真の仲間じゃないと勇者のパーティーを追い出されたので、辺境でスローライフすることにしました2nd（ケイト）
- HIGHSPEED Étoile（日向光莉 / プリマステラHikari）
- 2.5次元の誘惑（女性）

### 劇場アニメ
- あにめたまご2019「Hello WeGo!」（2019年、エリ）[28]

### OVA
- 12歳。（2015年、女子） - ちゃお2015年11月号付録[29][30]

### Webアニメ
- ぶらどらぶ（2021年、映画研究部部員）
- Duel Masters LOST 〜追憶の水晶〜（2024年、アナウンス[初出 1]）
- タコピーの原罪（2025年、高校生[初出 2]）

### ゲーム
2014年
- 海賊ファンタジア（雪姫、幸福の微笑みアズサ）

2015年
- 東京ファントム

2016年
- 幻獣姫（小閻魔、守鶴）
- デモンゲイズ2（レプス）
- スクール・オブ・セイヴァーズ〜聖剣使いの禁呪詠唱 ONLINE〜（風祭花）
- ブレイジング オデッセイ（オリヴィア）

2017年
- 死印（柏木愛、他）
- 八月のシンデレラナイン（椎名ゆかり）
- 麻雀 闘牌コロシアム（ジャッコ）
- 陰陽おとぎソール（因幡の白兎）
- 幻獣契約クリプトラクト（アサギリ）

2018年
- ファイトリーグ（シャワー・ド・レイン）
- モン娘☆は〜れむ（アーニャ）

2019年
- トリカゴ スクラップマーチ（モーチェ）
- ゴッタマゼイヤー（蒸気装甲のアンヌ、他）
- けものフレンズ3（オーストラリアデビル）
- メモリアルレコード（フリッタ）

2020年
- モンスターストライク（2020年 - 2025年、不知火ヒナタ、フッキ）

2021年
- ウマ娘 プリティーダービー（ウマ娘、トレーナー 他）

2022年
- アサルトリリィ Last Bullet（2022年 - 2023年、横田悠夏）

2023年
- ブラウンダスト（ドアン）
- ステーションメモリーズ!（砂田橋あきら）

2024年
- 呪術廻戦 ファントムパレード（瑠羽）
- HIGHSPEED Étoile Paddock Stories（日向光莉 / プリマステラHikari）

### 舞台
- 舞台『サンゴクシ』（2013年11月16日 - 24日、全労済ホール / スペース・ゼロ、ショーGEKI）[50]
- 舞台『クジラの歌』（2014年5月26日 - 6月1日、Geki 地下liberty、office HOMME） - 一葉 役[51]
- 舞台『飛ぶ教室』（2014年11月19 - 24日、全労済ホール / スペース・ゼロ、ショーGEKI）[52]
- 舞台『新八犬伝』（2015年2月26 - 28日、全労済ホール / スペースゼロ、ワタナベエンターテイメントカレッジ） - 沼田ユイ 役[53]
- 舞台『スタア誕生 神ボーイズ始動』（2015年10月7日 - 11日、テアトルBONBON、神保町界隈） - 桃 役[54]
- 朗読劇 『思春期ビターチェンジ』（2019年10月17日 - 20日、築地本願寺ブディストホール、Giant Step） - 木村春樹 役[55][56][57]
- 舞台『TOKYO COL-CUL COMEDY ～世界は喜劇と色で溢れてる～』（2022年7月22日 - 24日、東京カルチャーカルチャー、ILLUMINUS / 東京カルチャーカルチャー / ライクズ）[58]
- 朗読劇『恋と嘘』（2022年11月9日 - 13日、TIAT SKY HALL、株式会社ジェットシステム / 株式会社グローバル・メディア・プラネッツ） - 五十嵐柊 役[59]
- 舞台『LIAR GAME murder mystery』（2023年3月7日、飛行船シアター、バンダイナムコアミューズメント / ABCアニメーション） - 経理、メイド 役[60]
- 朗読劇『ハナコトバ-朗- For spring』（2024年4月10日 - 4月14日、アトリエファンファーレ東新宿、Daisy times produce） - 森宮咲胡、魔女 役[61]
- 舞台『シュヴァルツ・ゼルドナー』（2024年9月19日 - 9月22日、中目黒キンケロシアター、合同会社otonapro / 爆走おとな小学生） - 語り部 役[62][63]
- 舞台『魔法少女育成計画F2P the STAGE～First Chapter～』（2025年2月6日 - 2月10日、博品館劇場、オッドエンタテインメント） - パペタ 役[64]
- 舞台『Persona3 Lunation the Act』（2025年7月6日 - 13日、シアターGロッソ、株式会社 Lol） - 山岸風花 役[65][66]
- 朗読劇『翼もください』（2025年8月15日、新宿シアターマーキュリー、ゆめかばLABO） - 久保茜 役[67]

### ドラマ
- ケンシロウによろしく（2023年、バーチャルチカぴょん）[68]
- 幸せカナコの殺し屋生活（2025年、イエロー）[69]

### ボイスドラマ
2016年
- ときめき♥千夜一夜（細川ガラシャ）

2017年
- ヨメクラ（生徒女）

2022年
- 魔法少女翔（風穴天空）
- 報われなかった村人A、貴族に拾われて溺愛される上に、実は持っていた伝説級のスキルも覚醒した（オリーブ）

2024年
- 推し湯（有賀嘉代）

2025年
- 戦国繚乱美少女伝（武田勝頼）

### 吹き替え
ドラマ
- 百年の孤独（2024年、レメディオス・モスコテ）

アニメ
- ポンポンポロロ（2024年、ルーピー）
- パフィンの小さな島（2025年、メイ）

ゲーム
- アサシン クリード シャドウズ（2025年）

### ASMR
- 日本酒のおとも -キツネ姉妹とほんわか宅飲み-（ささら）[81]

### ラジオ
※はインターネット配信。
- 「けものフレンズ3」（2019年9月13日 - 2019年11月12日、音泉※）[82]
- 「2.75 イケナイ遊び」（2022年10月21日 - 2023年6月30日、stand.fm※）[83]
- 「船戸ゆり絵の日本酒たりてますか?」（2023年1月1日 - 2024年12月29日、ラジオ大阪・YouTube※）[84]
- 「超!Ａ＆Ｇ＋マンスリースペシャル 船戸ゆり絵のフッ！」（2023年10月6日 - 2023年10月27日 、超！Ａ＆Ｇ＋※）[85]

### テレビ番組
※はインターネット配信。
- けものフレンズ3わくわくどきどき探検レポート（2019年10月21日 - [注 1]、ニコニコ生放送※・YouTube※・あにてれ※・Periscope※）[86]
- スーパー・ヒーロー（2021年6月28日 - 12月13日、ニコニコチャンネル※・YouTube※） - 村正 役[87][88][89]
- 『デジボク地球防衛軍２』公式生放送～もっと☆カックカクにしてやんよ！～ （2023年9月24日 - 2024年7月2日、ニコニコ生放送※・YouTube※）[90]
- 佐伯伊織・船戸ゆり絵のおとなり荘へようこそ（2024年4月22日 - 2025年3月12日、ニコニコチャンネルプラス※・YouTube※）[91][92]

### ナレーション
- CM『渡辺高等学院』 - ナレーション[93]
- Web番組『Flick!On!TV 【芸人、熟れる。】〜企業に媚びる。編〜』 - ナレーション[94]
- 館内放送・CM『アトレ秋葉原×コスパ25周年アニバーサリーショップ』 - ナレーション[95][96]
- 館内放送・CM『MANGA都市TOKYO　ニッポンのマンガ・アニメ・ゲーム・特撮2020』 - ヨリコ 役[97][95]
- PV『プレイステーション インディータイムズ』 - ナレーション[98]
- CM『八月のシンデレラナイン』 - 椎名ゆかり 役[99]
- 館内放送『LATCHエキメン総選挙』 - ウグイス嬢 役[100]

### その他コンテンツ
- CM『東進ハイスクール』
- Webコンテンツ『Fuu Fuu Girls』[101][102][103]
- アニソンライブ『二次元コンプレックス』[103]
- 短編映像『春まで待てない』[103]
- 短編映像『神譜のソルフェジオ -unisonic liberta-』- ベル 役[104]
- Webマガジン『前田船戸の酔宵日誌』（2022年2月18日 - 2023年2月28日）[105]
- PV『東京国税局 「GI山梨」日本酒の魅力を“深”発見』[106][107]
- 朗読映像『雪と猫のエトランジェ』- エルシー、アウロラ、アオサン 役[108][109][110]
- プラモデルシリーズ『30 MINUTES SISTERS』 - ルルチェ 役[111]
- アトラクション『富士すばるランド クライパニック〜スマイル救出大作戦！』 - ニコ 役[112]
- PV『さけ×こえフルール　花めく新米声優ちゃんは日本酒女神と夢を見る』- 花薫光 役[113]
- 店内放送『アピナ 「アミュボch」コラボ店内放送 第2弾』[114]
- ボイスコミック『Bの星線』 - 桜花の友人 役[115]
- ボイスコミック『エンバーズ』 - 日景 役[116]

## ディスコグラフィ

### キャラクターソング
| 発売日        | 商品名              | 歌                 | 楽曲 | 備考                                       |
| ------------- | ------------------- | ------------------ | --- | ------------------------------------------ |
| 2020年7月8日  | ×・×・×             | ×ジャパリ団        | 「ジャパリ狂詩曲〜×ジャパリ団のテーマ〜」 「確固不×論」 「どきどき黙示録」 「絆ふぉーえばー」 「×レゾンデートル」 | ゲーム『けものフレンズ3』関連曲            |
| 2020年4月5日  | 刹那、轟く歓声 後攻 | KOKORi             | 「野球な乙女のポリシー」                                                                                          | ゲーム『八月のシンデレラナイン』関連曲     |
| 2020年12月9日 | MIRACLE DIALIES     | ×ジャパリ団        | 「ようこそジャパリパークへ メタルver.」                                                                           | ゲーム『けものフレンズ3』関連曲            |
| 2021年4月25日 | 灼けつくエール 先攻 | KOKORi             | 「陽が沈んだ後のワタシー」                                                                                        | ゲーム『八月のシンデレラナイン』関連曲     |
| 2023年8月13日 | 群青へ咆哮          | KOKORi             | 「自意識スパイラル発電所」 「アップデート」                                                                       | ゲーム『八月のシンデレラナイン』関連曲     |
| 2024年2月7日  | 運命のトリニティ    | 新生グラン・エプレ | 「Overcast Sky」                                                                                                  | ゲーム『アサルトリリィ Last Bullet』関連曲 |

### その他参加作品
| 発売日         | 商品名               | 歌                                         | 楽曲                                           | 備考                                                        |
| -------------- | -------------------- | ------------------------------------------ | ---------------------------------------------- | ----------------------------------------------------------- |
| 2022年12月7日  | FIRST CHANNEL        | AMUSE VOICE ACTORS CHANNEL                 | 「Fine! Fine!」                                | YouTubeチャンネル『AMUSE VOICE ACTORS CHANNEL』テーマソング |
| 2022年12月7日  | FIRST CHANNEL        | 佐藤日向、船戸ゆり絵、前田佳織里           | 「ビッグバン☆エモーション」                    | YouTubeチャンネル『AMUSE VOICE ACTORS CHANNEL』関連曲       |
| 2022年12月7日  | FIRST CHANNEL        | 小泉萌香、田野アサミ、富田美憂、船戸ゆり絵 | 「Weekday Dreamers」                           | YouTubeチャンネル『AMUSE VOICE ACTORS CHANNEL』関連曲       |
| 2022年12月7日  | FIRST CHANNEL        | AMUSE VOICE ACTORS CHANNEL                 | 「Secret Promise」                             | YouTubeチャンネル『AMUSE VOICE ACTORS CHANNEL』関連曲       |
| 2023年11月29日 | MIX JUICE            | MIX JUICE from アミュボch                  | 「ぐるぐるミックスジュース」 「Rain or Shine」 | YouTubeチャンネル『AMUSE VOICE ACTORS CHANNEL』関連曲       |
| 2023年11月29日 | MIX JUICE            | 船戸ゆり絵                                 | 「Voyager!!」                                  | YouTubeチャンネル『AMUSE VOICE ACTORS CHANNEL』関連曲       |
| 2024年9月20日  | はじめまして新世界！ | MIX JUICE from アミュボch                  | 「はじめまして新世界！」                       | YouTubeチャンネル『AMUSE VOICE ACTORS CHANNEL』関連曲       |

## 書籍

### フォトブック
- 『前田佳織里×船戸ゆり絵 フォトブック たびとおさけ』（2022年11月18日発売、JTBパブリッシング）ISBN 978-4533151149[117]
- 『MIX JUICE from アミュボch 1st フォトブック 「Hello, New World！」』（2024年9月20日、株式会社アミューズ ）[118]

### 初出話一覧
1. ↑  第3話初出
2. ↑  第5話初出

### ユニットメンバー
1. 1 2  ブラックバック（未来みき）、タスマニアデビル（小泉萌香）、オーストラリアデビル（船戸ゆり絵）
2. 1 2 3  逢坂ここ（高木美佑）、椎名ゆかり（船戸ゆり絵）
3. ↑  今叶星（前田佳織里）、宮川高嶺（礒部花凜）、土岐紅巴（東城咲耶子）、丹羽灯莉（進藤あまね）、定盛姫歌（富田美憂）、本間秋日（山根綺）、塩崎鈴夢（石見舞菜香）、横田悠夏（船戸ゆり絵）、石塚藤乃（伊達さゆり）
4. 1 2  礒部花凜、小泉萌香、佐藤日向、田野アサミ、富田美憂、船戸ゆり絵、前田佳織里、牧野由依
5. 1 2  礒部花凜、船戸ゆり絵、小泉萌香